# Warwara Dmitrijewna Bubnowa
Warwara Dmitrijewna Bubnowa (russisch Варвара Дмитриевна Бубнова; 17. Mai 1886 in St. Petersburg – 28. März 1983 in Leningrad) war eine sowjetische Malerin, graphische Künstlerin und Pädagogin.

## Biographie
Bubnowa wurde in St. Petersburg in die Familie von Dmitri Kapitonowitsch Bubnow (?–1914), einem Bankangestellten niedrigen Ranges, geboren.
Ihre Mutter Anna Nikolajewna (Mädchenname Wolfe) (1854–1940) stammt aus einer alten russischen Adelsfamilie und war entfernt mit Alexander Puschkin verwandt.
Von 1903 bis 1905 studierte Bubnowa im Atelier der Art Promotion Society. Von 1907 bis 1914 studierte sie an der St. Petersburger Kunstakademie. Sie besuchte die Akademie mit dem bald berühmten Pawel Filonow und ihrem zukünftigen Ehemann Voldemārs Matvejs. Sie publizierte 1919 unter seinem Pseudonym das Buch Искусcтво негров (Iskusstwo negrow, Negerkunst), eine Untersuchung zur afrikanischen Kunst in Europa. Dafür reiste das Paar von 1912 bis 1913 durch Europa und besuchte die ethnologischen Museen in Paris, Berlin, Hamburg, Köln, London, Leningrad, Kopenhagen, Christiana, Leyden, Amsterdam und Brüssel. Sie fertigten dabei 120 Fotografien einzelner Museumsexponate an und veröffentlichten sie.
1910 wurde Bubnowa Mitglied der Jugendunion und nahm an Kunstausstellungen mit Wladimir Majakowski, Dawid Burljuk, Michail Larionow, Natalja Gontscharowa und Kasimir Malewitsch teil.
Von 1917 bis 1922 lebte Bubnowa in Moskau und arbeitete für das Institut für Kunst und Kultur unter anderem mit Wassily Kandinsky, Robert Falk, Ljubow Popowa, Warwara Stepanowa und Alexander Rodtschenko. Im November 1920 gründete Bubnowa mit den letzten drei die Arbeitsgruppe für objektive Analyse. Dies wurde im Gegensatz zu dem aufgestellt, was sie als individualistischen Psychologismus Kandinskys betrachteten. 1923 zog sie nach Japan, wo sie bis 1958 lebte. Während ihrer Zeit dort malte Bubnowa hauptsächlich Aquarelle und Lithografien. Sie hatte großen Einfluss auf die japanische Kunst und wurde vom Japanischen Kaiser mit dem japanischen Orden der Kostbaren Krone ausgezeichnet.